# Antonio Purificato
Antonio Purificato (Tropea, 7 marzo 1910 – Amber Bisir, 21 agosto 1937) è stato un militare italiano, decorato con la medaglia d'oro al valor militare alla memoria nel corso delle grandi operazioni di polizia coloniale in Africa Orientale Italiana.

## Biografia
Nacque a Tropea il 7 marzo 1910, figlio di Antonio e Domenica Raffa. Arruolato nel Regio Esercito il 3 novembre 1932 venne ammesso a frequentare la Scuola allievi ufficiali di complemento di Salerno, e il 15 giugno dell'anno successivo era promosso sottotenente assegnato in servizio al 37º Reggimento fanteria "Ravenna" a decorrere dal 1º febbraio 1934. Posto in congedo nell'agosto successivo, fu richiamato in servizio attivo a domanda il 9 settembre 1935 e, destinato al 42º Reggimento fanteria "Modena" mobilitato per le esigenze dell'Africa Orientale, partì con il reggimento per la Cirenaica. Il 25 dicembre 1935, in piena guerra d'Etiopia, si imbarcò a Bengasi per l'Eritrea. Conclusa la guerra al rientro in Italia del suo reggimento,  nell'agosto del 1936 ottenne il trasferimento Regio corpo truppe coloniali d'Eritrea assegnato al XXXIV Battaglione indigeni. Cadde in combattimento ad Amber Bisir, nel corso delle grandi operazioni di polizia coloniale, il 21 agosto 1937, e fu insignito della medaglia d'oro al valor militare alla memoria.

### Fonti
1. ↑  Gruppo Medaglie d'Oro al Valore Militare 1965, p. 243.
2. 1 2 3 4 5  Combattenti Liberazione.
3. ↑  Registrato alla Corte dei conti del 21 febbraio 1939, registro 2 Africa Italiana, foglio 189.
4. ↑   Medaglia d'oro al valor militare Purificato, Antonio, su quirinale.it, Quirinale. URL consultato l'11 febbraio 2023.